# Chilothorax kandaharicus
Chilothorax kandaharicus är en skalbaggsart som beskrevs av Vladimir Balthasar 1961. Chilothorax kandaharicus ingår i släktet Chilothorax och familjen Aphodiidae. Inga underarter finns listade i Catalogue of Life.